# Live at the London Palladium
Live at the London Palladium dvostruki je uživo album američkog soul glazbenika Marvina Gayea, koji izlazi u ožujku 1977. godine, a objavljuje ga diskografska kuća 'Tamla (Motown)'. Materijal je snimljen na koncertu održanom 3. listopada 1976. godine u 'London Palladium' u Londonu, osim hit singla "Got to Give It Up" kojeg je Gaye 31. siječnja 1977. godine snimio u svom studiju u Los Angelesu 'Marvin's Room'. Live at the London Palladium sadrži značajke Gayevih intimnih skladbi koje uključuju i njegove rane hitove snimljene za izdavača 'Motown' i nedavni materijal s njegova prethodna tri studijska albuma. Kao i na prethodnom uživo albumu Marvin Gaye Live!, produkciju za čitavi materijal radio je Marvin Gaye, osmi studijske skladbe "Got to Give It Up", kojoj je producent Art Stewart.
Live at the London Palladium dobiva iznenađujuće dobre kritike i prodaju, za jedan uživo album, koji su uslijedili nakon njegovog objavljivanja. Glazbene kritike su bile vrlo dobre, s obzirom na blage izjave koje je dobio za svoj prethodni studijski album I Want You. Kao Gayevo najuspješnije uživo izdanje, album je postao jedan od većih komercijalno uspješnih albuma tokom njegovog objavljivanja za 'Motown'. Također bilježi odličan uspjeh na 'Billboardovoj' top ljestvici. Nakon digitalnog remasteringa Live at the London Palladium, nanovo je objavljen 24. kolovoza 1999. godine na kompaktnom disku od izdavača 'Motowna'.

## Koncept albuma
Listopad 1976. godine bio je vrlo čuda i bizaran period u Gayevom životu, gdje su nanovo započeli problemi s njegovim privatnim životom. U to vrijeme se razveo od svoje prve žene Anne Gordy (sestrom od prvog čovjeka 'Motowna' Berryja Gordyja) i oženio se sa svojom drugom ženom Janis Hunter. Hunter je ranije nadahnula mnoge Gayeve romantično-ljubavne albume, uključujući Let's Get It On iz 1973. godine i njegov prethodni erotski album I Want You iz 1976. godine. Gaye je u to vrijeme kako bi izbjegao tremu konzumirao narkotike. 1976. godine, Gaye je bio još uvijek vrlo popularan glazbenik u Sjedinjenim Državama. Njegov hit singl "I Want You" dolazi na top 20 američke ljestvice i lagano počinje padati nakon što disco glazba postane popularna. Međutim dok američki slušatelji prelaze na druge zvukove, britanska publika ostaje vrlo zahvalna Gayevom glazbenom radu, pa stoga on to koristi i održava niz koncerata po Velikoj Britaniji.
Live at the London Palladium sniman je na nekoliko koncerata koje je održao u glavnom gradu Engleske, Londonu. Izvedbe su bile popraćene od britanskog tiska, od prvog koji je počeo 3. listopada 1976.g., a nastavio se tijekom ostatka tog mjeseca.

## Popis pjesama

### Originalni LP
Originalni dvostruki LP objavljen 1977. godine.

#### Strana prva
1. "Intro Theme" (Arthur "T-Boy" Ross, Leon Ware  – 2:36
2. "All the Way Round" (Ross, Ware) – 3:47
3. "Since I Had You" (Gaye, Ware)  – 4:47
4. "Come Get to This" (Gaye)  – 2:34
5. "Let's Get It On" (Gaye, Ed Townsend) – 6:43

#### Strana druga
1. "Trouble Man" (Gaye) – 5:17
2. Medley I – 9:40:
  - "Ain't That Peculiar"
  - "You're a Wonderful One"
  - "Stubborn Kind of Fellow"
  - "Pride and Joy"
  - "Little Darling (I Need You)"
  - "I Heard It Through the Grapevine"
  - "Hitch Hike"
  - "You"
  - "Too Busy Thinking About My Baby"
  - "How Sweet It Is (To Be Loved By You)"
3. Medley II – 9:31:
  - "Inner City Blues (Make Me Wanna Holler)"
  - "God Is Love"
  - "What's Going On"
  - "Save the Children"

#### Strana treća
1. Medley III (Performed by Gaye & Florence Lyles) – 11:41:
  - "You're All I Need to Get By"
  - "Ain't Nothing Like the Real Thing"
  - "Your Precious Love"
  - "It Takes Two"
  - "Ain't No Mountain High Enough"
2. "Distant Lover" (G. Fuqua, Gaye, Greene)  – 6:38
3. "Closing Theme / I Want You" (Ross, Ware)  – 2:47

#### Strana četvrta
1. "Got to Give It Up" (Gaye)  – 11:48

### CD reizdanje
Reidanje albuma na CD-u iz 1999. godine.
1. "Intro Theme" – 2:34
2. "All the Way Round" – 3:50
3. "Since I Had You" – 4:59
4. "Come Get to This" – 2:24
5. "Let's Get It On" – 6:21
6. "Trouble Man" – 5:39
7. "Medley I: Ain't That Peculiar/You're a Wonderful One/Stubborn Kind..."  – 8:49
8. "Medley II: Inner City Blues/God Is Love/What's Going On/Save the Children"  – 9:49
9. "Medley III: You're All I Need to Get By/Ain't Nothing Like the Real Thing..." – 10:27
10. "Thanks" – 1:05
11. "Distant Lover" – 8:31
12. "Closing Theme: I Want You" – 3:47
13. "Got to Give It Up" – 11:52

## Top ljestvica

### Album
| Godina | Ljestvica                   | Pozicija |
| ------ | --------------------------- | -------- |
| 1977.  | Billboard pop 200 albuma    | #3       |
| 1977.  | Top R&B/Hip-Hop/Soul albuma | #1       |

### Singlovi
| Godina | Naziv                      | Ljestvica                      | Pozicija |
| ------ | -------------------------- | ------------------------------ | -------- |
| 1977.  | "Got to Give It Up, Pt. 1" | Billboard Hot 100 pop singlova | #1       |
| 1977.  | "Got to Give It Up, Pt. 1" | Hot R&B/Hip-Hop/Soul singlova  | #1       |
| 1977.  | "Got to Give It Up, Pt. 1" | Dance singlovi                 | #1       |

## Izvođači
- Odell Brown - sintisajzer
- Elmira Amos - udaraljke
- Jack Ashford - def
- Frankie Beverly - spoons
- Gerry Brown - bubnjevi
- Charles Bynum - gitara
- Walter Cox - vokal
- Terry Evans - gitara
- Bobby Gant - vokal
- Frankie Gaye - prateći vokali
- Marvin Gaye - vokal, producent (skladba: A1 i C3)
- Fernando Harkness - saksofon
- Jan Hunter - prateći vokali
- Johnny McGhee - gitara
- Nolan Andrew Smith - truba
- Michael Stanton - električni pianino
- Melvin Webb - konge
- Bugsy Wilcox - bubnjevi

### Produkcija
- Marvin Gaye - producent (skladbe: A1 do C3)
- Hiro Ito – fotografija
- Art Stewart – producent (skladba: D1)
- Richard D. Young – fotografija

## Vanjske poveznice
- Discogs.com - Marvin Gaye - Live At The London Palladium